# Down on the Upside
Down on the Upside peti je studijski album američkog rock sastava Soundgarden. Album je 21. svibnja 1996. godine objavila diskografska kuća A&M Records. Ovo je treći album grupe na kojem bas-gitaru svira Ben Shepherd. Nakon završetka promotivne turneje za prethodni album Superunknown (objavljen 1994.), Soundgarden je započeo rad na novom albumu. Album je producirala sama grupa; glazba na njemu bila je zamjetno blaža od njenih prethodnih glazbenih uradaka te je na njemu Soundgarden eksperimentirao s raznim zvukovima.
Album se našao na prvom mjestu glazbenih ljestvica u Australiji i Novom Zelandu, debitirao je na drugom mjestu američke ljestvice Billboard 200 i u prvom je tjednu bio prodan u više od 200.000 primjeraka. Singlovi s albuma bili su "Pretty Noose", "Burden in My Hand", "Blow Up the Outside World" i "Ty Cobb". Sastav se 1996. godine pridružio turneji Lollapalooza i naknadno je otišao na svjetsku turneju kako bi podržao album. Budući da se grupa raspala u travnju 1997. zbog međusobnih sukoba, Down on the Upside naknadnih će šesnaest godina biti Soundgardenov konačni studijski album.

## Snimanje
Snimanje albuma trajalo je od studenog 1995. godine do veljače 1996. te se odvijalo u studijima Studio Litho i Bad Animals Studio u Seattleu, Washingtonu. Vlasnik studija Litho je gitarist Pearl Jama, Stone Gossard. Članovi sastava odlučili su sami producirati album. Upitan zašto nije želio raditi s producentom, frontmen Chris Cornell izjavio je da "peti čovjek sve pokvari i komplicira. Mora proći prevelikim brojem mentalnih puteva, što razrjeđuje [rad]." Bubnjar Matt Cameron dodao je da iako je rad s Michaelom Beinhornom na Superunknownu polučio dobre rezultate, bilo je "malo više borbe nego što je bilo potrebno" te da bi samostalna produkcija ubrzala proces. Adam Kasper, koji je prije radio kao pomoćni inženjer zvuka na Superunknownu, sada je surađivao sa sastavom u pogledu produkcije te je miksao album.
Rad na albumu započeo je u srpnju 1995. Sastav je nakratko predahnuo od rada kako bi nastupio na europskim glazbenim festivalima, na kojima je izveo dio novog materijala kako bi provjerio reakciju publike. Naknadno je grupa otprilike mjesec dana nastavila s pisanjem pjesama te je snimila većinu njih u studiju Litho. Tijekom procesa skladanja pjesama članovi sastava manje su surađivali jedni s drugima nego na prethodnim uradcima, često pojedinačno jedni drugima predstavljajući gotovo dovršene skladbe. Na ovom se albumu Soundgarden pokušao okušati u stvarima koje prije nije činio i koristiti se raznovrsnijim materijalom. Grupa je usto na albumu pokušala stvoriti koncertnu atmosferu, pokušavajući ostaviti zvukove koje bi producenti uglavnom izostavili, poput audio feedbacka i neuštimanih gitarističkih dionica. Ukupno potrošeno vrijeme na rad na albumu bilo je manjeg opsega od onog kojeg je sastav potrošio na rad na albumu Superunknown. Cornell je proces rada na albumu opisao "puno bržim i puno lakšim".
Velik dio materijala skladali su i napisali Cornell i basist Ben Shepherd, od kojih je potonji radio na šest od šesnaest pjesama na albumu. Do sukoba među članovima sastava navodno je došlo već tijekom procesa snimanja; gitarist Kim Thayil nije se slagao s Cornellovom težnjom prema odmaku od žešćih gitarističkih dionica koje su postale zaštitni znak sastava. Thayilov je jedini doprinos albumu bila pjesma "Never the Machine Forever" za koju je skladao glazbu i napisao tekst te je usto bila i posljednja pjesma koju je sastav snimio. Pjesma je izvorno nastala tijekom probe na kojoj su sudjelovali Thayil i glazbenik iz Seattlea, Greg Gilmore. U knjižici albuma Thayil zahvaljuje Gilmoreu za pružanje nadahnuća za pjesmu. Izjavio je da je imao mnogo nedovršenih glazbenih ideja koje nisu bile aranžirane i kojima su nedostajali tekstovi, zbog čega nisu dospjele na album. Thayil je komentirao: "Situacija u kojoj nema zadovoljavajućeg kreativnog izražavanja može biti pomalo obeshrabrujuća, ali s druge strane skladam sve solističke dionice i uglavnom nemam ograničenja u pogledu dionica koje skladam za gitaru." Cornell je izjavio: "Kada smo završili [sa snimanjem albuma], osjećali smo se kao da je to bilo teško, kao da je to bilo dugo, teško putovanje. Ali su postojale stvari koje smo otkrivali."

## Glazba i tekstovi
Pjesme na ovom albumu više se usredotočuju na vokale i melodiju nego na žešće gitarističke rifove koji su bili prisutniji na prethodnim albumima sastava. Usto je i zvuk na Down on the Upsideu grublji nego na prethodnom albumu Superunknown jer su članovi sastava samostalno producirali glazbeni uradak. Cornell je sumirao promjene, izjavljujući: "Koliko smo izgubili u zvukovnoj preciznosti, toliko smo dobili u pogledu osjećaja". Stephen Thomas Erlewine, recenzent sa stranice AllMusic, komentirao je da je Soundgarden "očuvao svoje ambiciozne strukture pjesama, neo-psihodelične teksture gitarističkih dionica i vijugave melodije, no nije ih odjenuo detaljnom produkcijom". Skladbe se duž albuma razlikuju u tempu te je Thayil komentirao kako album ima "dvostruku prirodu". Dodatno je objasnio: "[Album] tjera slušatelje da se usredotoče i daje im na znanje da neće dobiti isti album iznova i iznova". Shepherd je opisao album "najpreciznijom slikom onoga kako Soundgarden stvarno zvuči", izjavljujući: "Puno je grublji. Mnogo je iskreniji. Mnogo je 'odgovorniji'".
U to je doba sastav izjavio da je želio eksperimentirati s drugim zvukovima što je rezultiralo pjesmom "Ty Cobb", na kojoj su Shepherd i Cornell svirali mandolinu i mandolu. Eksperimentiranje je u manjoj mjeri bilo prisutno i na Superunknownu. Soundgarden se na nekolicini pjesama na albumu koristio alternativno ugođenim gitarama i neparnim taktovima. Primjerice, skladba "Never the Machine Forever" koristi se taktom 9/8. "Pretty Noose" i "Burden in My Hand" bile su skladane u C-G-C-G-G-E štimungu.
Općenita atmosfera tekstova pjesama na albumu nije tako mračna kao na prethodnim Soundgardenovim albumima. Cornell je čak komentirao da je "Dusty" "previše pozitivna za Soundgardenovu pjesmu", opisujući ju kao suprotnost pjesmi "Fell On Black Days" s prethodnog albuma. Prema njegovim riječima, "Pretty Noose" je o "lijepo ukrašenoj lošoj ideji", a "Ty Cobb" o "opakom, ljutitom idiotu". Cornell je također izjavio da su pjesme "Never Named" i "Boot Camp" bazirane na njegovom djetinjstvu. Thayil je izjavio da tekst pjesme "Never the Machine Forever" govori o "borbi života i smrti koja se odvija između pojedinca i manje specifično definiranog entiteta". Za pjesmu "Overfloater" Cornell je komentirao da je "samopotvrđujuća".

## Pakiranje
Naslovnica albuma, koju je fotografijom izradio Kevin Westenberg, prikazuje članove grupe kao siluete. Down on the Upside je navodno jednom prilikom skoro dobio drugačiji omot na kojem bi bila prikazana slika gusjenica kako jedu rajčicu; ta je slika na kraju bila iskorištena za naslovnicu singla "Blow Up the Outside World". Bila je objavljena i ograničena inačica albuma s Into the Upside diskom koji je sadržavao intervju sa skupinom.
Naziv Down on the Upside preuzet je iz stiha pjesme "Dusty". Puni stih glasi: "I think it's turning back on me/I'm down on the upside" ("Mislim da nasrće na mene/Naopako sam"). Cornell je komentirao da naziv predstavlja različite osjećaje na albumu. U jednom je intervjuu objasnio kako je grupa odabrala ime:

"Jednom sam ga prilikom spomenuo jer je 'Dusty' pjesma iz koje je proizašao naziv, moj je naziv za nju bio 'Down on the Upside', ali je Ben skladao glazbu i nazvao ju 'Dusty'. Stoga, budući da baš i ne volimo određivati nazive albuma po imenima pjesama jer to donosi taj čudan, pretjerani fokus na pjesmu, mislio sam da bi bilo fora nazvati ga Down on the Upside. Počeli smo razmišljati o svim tim drugim nazivima i brinuli se oko toga opisuju li cijeli album bez da nešto isključuju ... Bili smo na fotografiranju za Spin, netko je nazvao i rekao: 'Odmah nam je potreban naziv kako bismo počeli raditi na omotu albuma', stoga je u zadnji trenutak Matt [Cameron] ponovno spomenuo taj naziv i svatko se složio: 'Da, to je to.'"

U intervjuu sa skupinom, Cameron i Shepherd u šali su rekli da su druga dva naziva koja su bila razmatrana za album bila Mr. Bunchy Pants i Comin' At Ya!.

## Popis pjesama
| 1.    | »Pretty Noose«              | Chris Cornell | Cornell      | 4:12 |
| 2.    | »Rhinosaur«                 | Cornell       | Matt Cameron | 3:14 |
| 3.    | »Zero Chance«               | Cornell       | Ben Shepherd | 4:18 |
| 4.    | »Dusty«                     | Cornell       | Shepherd     | 4:34 |
| 5.    | »Ty Cobb«                   | Cornell       | Shepherd     | 3:05 |
| 6.    | »Blow Up the Outside World« | Cornell       | Cornell      | 5:46 |
| 7.    | »Burden in My Hand«         | Cornell       | Cornell      | 4:50 |
| 8.    | »Never Named«               | Cornell       | Shepherd     | 2:28 |
| 9.    | »Applebite«                 | Cornell       | Cameron      | 5:10 |
| 10.   | »Never the Machine Forever« | Kim Thayil    | Thayil       | 3:36 |
| 11.   | »Tighter & Tighter«         | Cornell       | Cornell      | 6:06 |
| 12.   | »No Attention«              | Cornell       | Cornell      | 4:27 |
| 13.   | »Switch Opens«              | Cornell       | Shepherd     | 3:53 |
| 14.   | »Overfloater«               | Cornell       | Cornell      | 5:09 |
| 15.   | »An Unkind«                 | Shepherd      | Shepherd     | 2:08 |
| 16.   | »Boot Camp«                 | Cornell       | Cornell      | 2:59 |
| 65:55 |                             |               |              |      |

## Objava i recenzije
Ograničena vinilna inačica Down on the Upsidea od 10.000 primjeraka bila je objavljena 14. svibnja 1996., jedan tjedan prije glavne objave albuma na CD-u i kazeti. Budući da je bio prodan u 175.500 primjeraka, album se našao na drugom mjestu ljestvice Billboard 200, nalazeći se jedino ispod albuma The Score grupe Fugees. Album je kasnije bio prodan u 1.6 milijun primjeraka u SAD-u te mu je RIAA dodijelila platinastu nakladu.
Ivan Kreilkamp iz časopisa Spin dodijelio je albumu ocjenu osam od deset. U recenziji je izjavio kako je album "izvaljen i velikodušan kao Superunknown, ali ... je labaviji i koncertniji uradak koji ne zahtijeva istu razinu slušne preciznosti". Alternative Press dao je albumu ocjenu tri od pet. U recenziji je pisalo da je Soundgarden "sada u potpunosti sposoban pisati prokleto elegantne pop pjesme" te je u dodatku pisalo da članovi grupe "zvuče ljudskije, kao da sviraju u vašem dnevnom boravku". Jedan od pisaca za časopis Rolling Stone, David Fricke, dodijelio je Down on the Upsideu tri od pet zvjezdica, komentirajući da album sadrži "kvalitetno bjesnilo", ali ga kritizirajući zbog "manjka definirajućih katartičnih epizoda". Fricke je nadodao: "Čini se kako se Soundgarden čvrsto drži svojih uvjerenja umjesto da podigne oblak prašine, previše se drži svojeg zujećeg impresionizma i pametnih (umjesto cijepajućih) gitarskih motiva." Neil Strauss iz The New York Timesa prozvao je album "grubljim, labavijim nasljednikom Superunknowna." Dodao je: "Uglavnom je identificiranje sa životinjama u stihovima pjesama znak niskog samopouzdanja, a Soundgarden nije iznimka. Uza svu virilnost i macho snagu koju su rock pjevači pokušali iscijediti iz [zmije], Soundgarden ostaje zainteresiraniji u činjenicu da je to jedina životinja koja je bila prokleta provesti svoje dane gmižući po tlu."
David Browne iz Entertainment Weeklyja albumu je dao ocjenu B+ (4+). Browne je komentirao: "Samo je par grupa od Led Zeppelina uspjelo tako odrješito miješati akustične i električne instrumente." Pohvalio je nekoliko pjesama jer su bile "snažne kao i bilo što drugo što je sastav stvorio." Browne je kritizirao produkciju albuma, izjavljujući: "Vidi se da je ovo jedan od mnogih samostalno produciranih uradaka." Nadodao je: "S aranžmanima koji se dižu i padaju do razine gdje bi pripomogla autokarta, predugački je album (od 16 pjesama) često nezgrapan i moglo mu je koristiti razumno skraćivanje." Stephen Thomas Erlewine, recenzent AllMusica, dodijelio je albumu tri od pet zvjezdica, izjavljujući da bi se "moglo činiti da je u pitanju samo heavy metal, ali pažljivije slušanje otkriva da Soundgarden uopće nije ublažio svoje ambicije." Recenzent Melody Makera izjavio je da "njegovi korijeni više nisu bitni. Sve što je sada bitno jest neposrednost njegovih pop trenutaka." Kritičar Robert Christgau dao je albumu posebnu počast jedne zvijezde, opisujući ga "pojednostavljenom brutalnom depresijom" te ističući pjesme "Ty Cobb" i "Applebite", dok ga je Jason Josephes iz Pitchfork Medie nazvao "dvostrukim udarcem grungea, bez pjene, ali s mnogo kafeina."
Down on the Upside sadržavao je singlove "Pretty Noose", "Burden in My Hand" i "Blow Up the Outside World", od kojih su svi imali pripadajući glazbeni spot. Sva su se tri singla našla na Mainstream Rock i Modern Rock ljestvicama. Drugi se komercionalno objavljeni singl s albuma, "Ty Cobb", nije popeo na ljestvice, ali se njegova B-strana, "Rhinosaur", također s albuma, našla na ljestvicama. "Burden in My Hand" bila je najuspješnija skladba s Down on the Upsidea na rock ljestvicama, provevši ukupno pet tjedana na prvom mjestu Mainstream Rock ljestvice te postižući drugo mjesto na Modern Rock ljestvici. Na dodjeli nagrada Grammy 1997. godine, "Pretty Noose" je zadobio nominaciju za najbolju hard rock izvedbu.

## Turneja
Sastav je 1996. godine pošao na turneju Lollapalooza zajedno s Metallicom. Metallica je inzistirala da se Soundgarden pojavi na turneji. Thayil je komentirao da grupa nije bila zainteresirana za turneju dok nije postala "Metallicina turneja". Tijekom turneje Lollapalooza, članovi su grupe navodno putovali odvojenim letovima i onda se sastajali na koncertima.
Članovi sastava su nakon Lollapalooze otišli na svjetsku turneju zajedno s Mobyjem. Napetost je sve više rasla te je, upitan mrzi li sastav turneje, Cornell odgovorio: "Do jedne točke uživamo u njima, a onda postanu mučne jer postanu repetitivne. Osjećaš se kao da su obožavatelji platili i da očekuju da izađeš van i sviraš im svoje pjesme kao da ih sviraš po prvi put. Tada počinjemo mrziti turneje." Skupina je bila kritizirana zbog manjka energije tijekom nastupa. Cornell je komentirao da se "nakon nekoliko godina počneš osjećati kao da glumiš. Svi ti ljudi koji nas kritiziraju zbog toga što ne skačemo naokolo trebali bi jebeno začepiti i, kad dođu na naše nastupe, trebali bi skakati naokolo i zabavljati nas neko vrijeme." Thayilu se nije svidjela promjena publike grupe, izjavljujući da "danas imaš i djecu i kućanice, uobičajene obožavatelje. Svojim uobičajenim obožavateljima kažeš 'Hvala na novcu', a oni kažu 'Hvala na pjesmi.'" Koncerti grupe u prosincu 1996. bili su odgođeni na tjedan dana zbog Cornellovih problema s grlom.
Na posljednjem koncertu turneje u Honoluluu, 9. veljače 1997., Shepherd je bacio svoju bas-gitaru u zrak jer ga je isfrustrirao kvar opreme i ljutito je napustio pozornicu. Sastav se povukao, a Cornell se poslije vratio kako bi dovršio nastup solističkim bisom. Skupina je 9. travnja 1997. najavila kako se razilazi. Thayil je rekao: "Bilo je prilično očito iz općenitog stava svakog od nas tijekom prethodnih pola godine da smo bili nezadovoljni." Cameron je kasnije izjavio da je "biznis pojeo Soundgarden".

## Izbačene skladbe
Razne inačice singla "Burden in My Hand" sadržavale su dvije B-strane koje su nastale tijekom snimanja Down on the Upsidea, ali u konačnici nisu bile uvrštene na album: "Karaoke" i "Bleed Together". "Bleed Together" bila je uvrštena na A-Sides, kompilaciju najvećih hitova sastava koja je bila objavljena 1997. godine, ali je bila objavljena i kao promotivni CD singl koji je također bio pušten u prodaju 1997. godine. Thayil je izjavio da se skladba nije našla na Down on the Upsideu jer skupina nije bila zadovoljna miksom pjesme i jer je već imala dovoljno pjesama. Za album je grupa napisala i snimila i pjesmu  "Kristi". Cameron je izjavio da mu je to jedna od najdražih Soundgardenovih pjesama. "Kristi" je konačno bila miksana 2014. godine i objavljena na kompilaciji Echo of Miles: Scattered Tracks Across the Path zajedno uz skladbe "Karaoke" i "Bleed Together".

## Zasluge
| Soundgarden - Chris Cornell – mandolina (na pjesmi 5), klavir (na pjesmi 14), vokali, ritam gitara - Kim Thayil – solo gitara - Ben Shepherd – mandolina (na pjesmi 5), bas-gitara, fotografija - Matt Cameron – Moog klavijature (na pjesmi 9), bubnjevi | Ostalo osoblje - Adam Kasper – koprodukcija, inženjer zvuka, miksanje - David Collins – mastering - Kevin Westenburg – fotografija - Matt Bayles – inženjer zvuka - Sam Hofstedt – inženjer zvuka - John Barton – tracking - Tom Smurdon – tracking - Darrell Peters – tehničar gitare - Gregg Keplinger – tehničar bubnjeva |